# Thomas McGowan
Thomas McGowan né le 2 avril 1986 est un catcheur britannique plus connu sous le nom de BT Gunn. Il travaille actuellement à la Insane Championship Wrestling.

## Carrière

### Insane Championship Wrestling (2007–...)
Lors de ICW Magical Mystery Tour - Helter Skelter, ils perdent les titres contre Paul London et Brian Kendrick.
Lors de ICW Shug's Hoose Party 4 - Tag 1, il perd contre Pete Dunne dans un Four Way Match qui comprenaient également Trent Seven et Wolfgang et ne remporte pas le WWE United Kingdom Championship.
Lors de ICW France '98, lui, Lionheart, Chris Renfrew et Rob Van Dam battent Bram, Joe Coffey, Mikey Whiplash et Zack Gibson,.

### Discovery Wrestling (2015–...)
Lors de DW Live In Edinburgh, lui et Chris Renfrew battent War Machine (Hanson et Raymond Rowe). Lors de DW Discovery Vs. Bullet Club, il perd contre le ROH World Champion Cody Rhodes.

### What Culture Pro Wrestling/Defiant Wrestling (2017–...)
Lors du classement anglais pour la WTCW Pro Wrestling World Cup, lui, Travis Banks, Joe Coffey et Joe Hendry battent Bullet Club (Adam Cole, Matt Jackson et Nick Jackson) et Gabriel Kidd.

## Palmarès
- British Championship Wrestling
  - 1 fois BCW Heavyweight Championship (actuel)
  - 1 fois BCW Openweight Championship
  - 1 fois BCW Tag Team Championship avec Stevie Xavier

- Insane Championship Wrestling
  - 3 fois ICW World Heavyweight Championship
  - 3 fois ICW Tag Team Championship avec Chris Renfrew
  - 1 fois ICW Zero-G Championship (actuel)
  - ICW "Feud of the Year" Bammy Award avec Mikey Whiplash (2015)
  - ICW "Most Insane Wrestler of the Year" Bammy Award (2015)
  - ICW "Match of the Year" Bammy Award avec Legion Mikey Whiplash, Tommy End et Michael Dante vs New Age Kliq BT Gunn, Chris Renfrew et Wolfgang) à Fear & Loathing VIII (2015)
  - 1er ICW Triple Crown Champion (2017)

- Main Event Wrestling
  - 2 fois MEW Tag Team Championship avec Chris Renfrew

- Premier British Wrestling
  - 2 fois PBW Heavyweight Championship
  - 1 fois PBW Tag Team Championship avec Stevie Xavier

- Pro Wrestling Elite
  - 2 fois PWE Tag Team Championship avec Chris Renfrew

- Revolution Championship Wrestling
  - 1 fois RCW Championship (actuel)

- Rock N Wrestle
  - 1 fois RNW Tag Team Championship avec Stevie Xavier (actuel)
  - King of the North (2015)

- Scottish Wrestling Alliance
  - 1 fois NWA Scottish Heavyweight Championship

- Southside Wrestling Entertainment
  - 1 fois SWE Heavyweight Championship

- Target Wrestling
  - 1 fois Target Wrestling Championship
  - 1 fois Target Wrestling Tag Team Championship avec Chris Renfrew
  - Target Wrestling Championship Tournament (2013)

- TNT Wrestling
  - 1 fois Division Championship

- What Culture Pro Wrestling
  - 1 fois WCPW Hardcore Championship